# Matías Lira
Matías Lira (Santiago, 10 de diciembre de 1975) es un director de cine y televisión, productor y guionista chileno.
Estudió teatro en la Academia de Fernando González, y el año 1997 formó la compañía de teatro y performance Teatro de Acción.
Su más reciente película, El bosque de Karadima (2015), se convirtió en un éxito de taquilla y crítica en Chile, superando los 350.000 espectadores.
Actualmente es socio fundador de la productora Ocio, empresa dedicada al desarrollo de cine y televisión. También es socio de la distribuidora BF Distrubution en Chile y Perú.

## Filmografía
- Drama (2010)
- El bosque de Karadima (2015)